# Ərməki
Ərməki (hay cò gọi là Ermeki và Ermyaki) là một làng đô thị thuộc vùng Quba của Azerbaijan.  Dân số là 1,582 người.  Thành phố này bao gồm các làng Ərməki, Digah và Alıc.